# 1990.
◄ | 19. stoljeće | 20. stoljeće | 21. stoljeće | ►
◄ | 1960-ih | 1970-ih | 1980-ih | 1990-ih | 2000-ih | 2010-ih | 2020-ih | ►
◄◄ | ◄ | 1987. | 1988. | 1989. | 1990. | 1991. | 1992. | 1993. | ► | ►►
Arhitektura • Astronautika • Astronomija • Biologija • Film • Fotografija • Glazba • Kazalište • Kemija • Kiparstvo • Knjige • Književnost • Kršćanstvo • Meteorologija • Medicina • Planinarstvo • Politika • Pravo • Promet • Slikarstvo • Strip • Šport • Televizija • Znanost • Zrakoplovstvo • Željeznički promet

## Događaji
- 1. siječnja – Denominirana je jugoslavenska valuta – dinar tako da je 10.000 dinara postalo 1 novi dinar, a građani su prvi puta nakon Drugog svjetskog rata mogli slobodno kupovati stranu valutu u bankama.
- Prva pojava SMS poruka na GSM mrežama.
- 20. siječnja – 22. siječnja – održan 14. izvanredni kongres SKJ. Delegacija Saveza komunista Slovenije i Saveza komunista Hrvatske napustila kongres, čime počinje raspad Saveza komunista Jugoslavije, a time i same države.
- 11. veljače – Nelson Mandela, 27-godišnji politički zatvorenik i protivnik Apartheida, pušten je iz zatvora.
- 14. veljače – Voyager 1 je uslikao Zemlju s udaljenosti od 6 milijardi kilometara (Pale Blue Dot).
- 19. veljače – Osnovan Istarski demokratski sabor.
- 11. ožujka – Litva proglašava neovisnost od SSSR-a.
- 22. travnja – Održani prvi višestranački izbori u tadašnjoj SR Hrvatskoj. Na izborima je pobijedio HDZ s 42 % osvojenih glasova, odnosno 205 mandata.
- 13. svibnja – Izgredi na utakmici Dinamo – Crvena zvezda
- 30. svibnja – Konstituiran prvi višestranački Sabor Republike Hrvatske. Za predsjednika Republike izabran je Franjo Tuđman, za predsjednika Vlade Stjepan Mesić, a za predsjednika Sabora Žarko Domljan. Do 2001. godine, taj se dan slavio kao Dan državnosti.
- 20. lipnja – Otkriven je prvi Marsov trojanac 5261 Eureka.
- 29. lipnja – Po odluci Sabora, Radiotelevizija Zagreb postaje Hrvatska radiotelevizija.
- 1. srpnja – U Kosovu kraj Knina, na proslavi Vidovdana, službeno je objavljen osnutak srpske autonomne krajine i predstavljen njen prvi „predsjednik“ Milan Babić.[1]
- 8. srpnja – Zapadna Njemačka pobjedom od 1:0 nad Argentinom osvojila Svjetsko nogometno prvenstvo.
- 15. srpnja – Osnovan DSHV, prva stranka Hrvata u Vojvodini nakon uvođenja višestranačja u Vojvodini za vrijeme SFRJ.
- 25. srpnja – Na tzv. Srpskom saboru, koji se održao na Srbu usporedno sa zasjedanjem Hrvatskog sabora na kojem su usvojeni amandmani na hrvatski ustav, donesena je "Deklaracija o suverenosti i autonomiji srpskog naroda", a u općinama Knin, Benkovac i Obrovac taj je dan proglašen neradnim.[1]
- 13. kolovoza – Delegacija pobunjenih Srba, koja se predstavila kao zastupnik svih Srba u Hrvatskoj otišla u Beograd na konzultacije s Borislavom Jovićem, nakon čega se pojavljuju nove barikade na cestama u Benkovcu i Obrovcu, a prilaze Kninu blokiraju naoružane straže.[1]
- 17. kolovoza – Izbila pobuna militantnih Srba u Hrvatskoj.
- 17. kolovoza – Otvoreno stavljanje JNA na stranu pobunjenih Srba: dva MiG-a 21 JNA su presreli tri helikoptera MUP-a RH koji su pošli ugušiti velikosrpsku pobunu. Zaprijetili su im rušenjem, zbog čega su se ovi vratili.[2]
- srpanj i kolovoz – Balvan-revolucija pobunjenih Srba u Hrvatskoj.
- 2. kolovoza – Irak napao Kuvajt, što je u konačnici dovelo do Zaljevskog rata.
- 26. kolovoza – Velika rudarska tragedija u jami Dobrnja II rudnika Kreka. Poginulo 180 rudara.
- 29. kolovoza – Ustavni sud RH poništio je prije točno dvadeset pet godina, odluke skupštine općine Knin, Donji Lapac, Gračac, Vojnić, Dvor, Glina, Obrovac i Benkovac o osnivanju "Zajednice općina sjeverne Dalmacije i Like".[1]
- 28. rujna – Donesen Ustav Srbije u Narodnoj skupštini Srbije kojim se Srbija konstitutira kao "neovisna i suverena država". Time se Srbija izričito isključila iz pravnog sustava SFRJ, premda u istom Ustavu navodi da prihvaća primjenu općih akata druge države kada joj je to u interesu i što se protuslovno prethodnoj definiciji, definirala da je i dalje u "sastavu SFRJ". Donesena je i Odluka o proglašenju Ustavnoga zakona i Ukaz o proglašenju zakona o izboru Predsjednika Republike Srbije. Ovim je činom Srbija postala suverena, neovisna i teritorijalno jedinstvena država te je istupila iz SFRJ.[3]
- 3. listopada – Zapadna i Istočna Njemačka se ujedinile u jedinstvenu državu.
- 13. listopada – Osnovana Hrvatska narodna stranka – liberalni demokrati.
- 17. listopada – Na sinjskom športskom aerodromu na Piketu formirana zrakoplovna borbena skupina kao nukleus budućeg hrvatskog ratnog zrakoplovstva.
- 3. studenoga – Osnovana Socijaldemokratska partija Hrvatske.
- 28. studenoga – John Major zamijenio Margaret Thatcher na mjestu premijera Velike Britanije.
- 9. prosinca – Slobodan Milošević postao predsjednik SR Srbije. Isti dan je Lech Wałęsa postao prvi predsjednik demokratske Poljske.
- 20. prosinca – Prema dogovoru stranaka u BIH uspostavljena vlast: predsjednik Alija Izetbegović (SDA), premijer Jure Pelivan(HDZ), predsjednik Skupštine Momčilo Krajišnik(SDS).
- 21. prosinca – Službeno je proglašena Zastava Republike Hrvatske, koja se sastoji od triju jednako širokih vodoravnih pruga crvene, bijele i plave boje s grbom Republike Hrvatske u sredini.
- 21. prosinca – Samoproglašena vlada pobunjenih hrvatskih Srba na čelu s Milanom Babićem objavila je osnutak Srpske autonomne oblasti Krajine.
- 22. prosinca – Hrvatski sabor donio je novi Ustav Republike Hrvatske, dioba vlasti na zakonodavnu, izvršnu i sudsku; polupredsjednički sustav. Kako je Ustav donesen neposredno pred Božić, naziva se još i "Božićnim Ustavom".
- 26. prosinca – Skupština Slovenije proglasila samostalnost te republike, nakon što su se građani na referendumu izjasnili za nezasvisnu slovensku državu.

## Rođenja

### Siječanj
- 7. siječnja – Gregor Schlierenzauer, austrijski skijaš skakač
- 12. siječnja – Nihad Đedović, bosanskohercegovački košarkaš
- 16. siječnja – Mario Delaš, hrvatski košarkaš
- 17. siječnja – Tomislav Zubčić, hrvatski košarkaš
- 18. siječnja – Sofija Novoselić, hrvatska skijašica
- 22. siječnja – Lovro Šprem, hrvatski rukometaš
- 24. siječnja – Mirko Nižić, hrvatski vaterpolist
- 26. siječnja – Sergio Pérez, meksički vozač Formule 1
- 27. siječnja – Saša Dreven, hrvatski nogometni vratar
- 29. siječnja – Grzegorz Krychowiak, poljski nogometaš

### Veljača
- 1. veljače – Duje Čop, hrvatski nogometaš
- 2. veljače – Craig Breen, irski reli vozač († 2023.)
- 4. veljače – Katerina Stefanidi, grčka skakačica s motkom
- 10. veljače – Franjo Tepurić, hrvatski nogometaš
- 26. veljače – Leon Radošević, hrvatski košarkaš

### Ožujak
- 3. ožujka – Luka Basta, srpski košarkaš
- 4. ožujka – Andrea Bowen, američka glumica
- 7. ožujka – Abigail i Brittany Hensel, američke sijamske blizanke
- 23. ožujka – Jaime Alguersuari, španjolski vozač Formule 1
- 24. ožujka – Ivan Peko, hrvatski nogometaš
- 27. ožujka – Nicolas N'Koulou, kamerunski nogometaš

### Travanj
- 2. travnja – Stipe Čulina, hrvatski nogometaš
- 3. travnja – Sotiris Ninis, grčki nogometaš
- 3. travnja – Dorothea Wierer, talijanska biatlonka
- 9. travnja – Kristen Stewart, američka glumica
- 15. travnja – Emma Watson, britanska glumica
- 20. travnja – Branimir Budetić, hrvatski paraolimpijac
- 22. travnja – Luka Ritz, hrvatski učenik, simbol borbe protiv nasilja († 2008.)
- 24. travnja – Joseph Peterson, haićanski nogometaš
- 24. travnja – Jan Veselý, češki košarkaš
- 29. travnja – Robert Rikić, hrvatski košarkaš

### Svibanj
- 1. svibnja – Caitlin Stasey, australska glumica
- 1. svibnja – Diego Contento, talijansko-njemački nogometaš
- 2. svibnja – Paul George, američki košarkaš
- 4. svibnja – Goran Petković, hrvatski nogometaš
- 13. svibnja – Eduardo Salvio, argentinski nogometaš
- 20. svibnja –  Josh O'Connor, britanski glumac
- 21. svibnja – Rene Krhin, slovenski nogometaš
- 25. svibnja – Nikita Filatov, ruski hokejaš na ledu
- 27. svibnja – Chris Colfer, američki glumac i pjevač
- 30. svibnja – Sandro Sukno, hrvatski vaterpolist

### Lipanj
- 2. lipnja – Ivan Šijan, hrvatski hokejaš na ledu
- 4. lipnja – Greg Monroe, američki košarkaš
- 7. lipnja – Iggy Azalea, australsko-američka reperica, spisateljica tekstova i model
- 21. lipnja – Sandra Perković, hrvatska atletičarka
- 30. lipnja – Domagoj Antolić, hrvatski nogometaš

### Srpanj
- 7. srpnja – Lee Addy, ganski nogometaš
- 9. srpnja – Rafael Pereira da Silva, brazilski nogometaš
- 9. srpnja – Fábio Pereira da Silva, brazilski nogometaš
- 11. srpnja – Connor Paolo, američki glumac
- 11. srpnja – Caroline Wozniacki, danska tenisačica
- 14. srpnja – Jan Nepomnjašči, ruski šahovski velemajstor
- 28. srpnja – Soulja Boy, američki reper i producent
- 29. srpnja – Valentina Golubenko, hrvatska šahistica

### Kolovoz
- 5. kolovoza – Doruk Ataoglu, turska pop pjevačica
- 8. kolovoza – Ivan Ramljak, hrvatski košarkaš
- 12. kolovoza – Mario Balotelli, talijanski nogometaš
- 17. kolovoza – Ivan Šarić, hrvatski šahovski velemajstor
- 23. kolovoza – Josefina Sruoga, argentinska hokejašica na travi
- 27. kolovoza – Goran Jozinović, hrvatski nogometaš
- 28. kolovoza – Bojan Krkić, španjolski nogometaš

### Rujan
- 5. rujna – Kim Yuna, južnokorejska klizačica
- 18. rujna – Lewis Holtby, njemački nogometaš

### Listopad
- 8. listopada – Šime Olivari, hrvatski košarkaš
- 10. listopada – Hazal Kaya, turska glumica
- 16. listopada – Jóhanna Guðrún Jónsdóttir, islandska pjevačica
- 21. listopada – Ricky Rubio, španjolski košarkaš
- 29. listopada – Jelena Kastaneti, hrvatska hrvačica

### Studeni
- 12. studenoga – Nikša Trstenjak, hrvatski hokejaš na ledu
- 26. studenoga – Danny Welbeck, engleski nogometaš
- 20. studenoga – Luka Stepančić, hrvatski rukometaš
- 28. studenoga – Carla Diaz, brazilska glumica
- 30. studenoga – Mia Anočić Valentić, hrvatska glumica

### Prosinac
- 3. prosinca – Long Qingquan, kineski dizač utega
- 20. prosinca – JoJo, američka R&B pjevačica
- 26. prosinca – Denis Čerišev, ruski nogometaš
- 26. prosinca – Aaron Ramsey, velški nogometaš
- 30. prosinca – Josip Bilinovac, hrvatski košarkaš

## Smrti

### Siječanj
- 11. siječnja – Zvonko Lovrenčević, hrvatski etnolog (* 1911.)
- 20. siječnja – Barbara Stanwyck, američka filmska glumica (* 1907.)
- 23. siječnja – Allen Collins, američki rock pjevač (* 1952.)
- 26. siječnja – Ava Gardner, američka filmska glumica (* 1922.)

### Veljača
- 4. veljače – Toma Bebić, hrvatski multidisciplinirani umjetnik (* 1935.)
- 7. veljače – Alan Perlis, američki znanstvenik (* 1922.)
- 8. veljače – Del Shannon, američki pjevač (* 1934.)
- 15. veljače – Dorival Yustrich, brazilski nogometaš (* 1917.)
- 18. veljače – Josip Gjergja, hrvatski političar (* 1911.)
- 24. veljače – Jure Kaštelan, hrvatski pjesnik (* 1919.)

### Ožujak
- 1. ožujka – Imre Rufi, mađarski kemičar (* 1938.)
- 11. ožujka – Philippe Soupault, francuski esejist i romanopisac (* 1897.)
- 13. ožujka – Bruno Bettelheim, američki psihoanalitičar (* 1903.)
- 25. ožujka – Vjekoslav Vrančić, hrvatski političar (* 1904.)

### Travanj
- 12. travnja – Petar Šimić, vojni zapovjednik u JNA (* 1932.)
- 16. travnja – Greta Garbo, švedska glumica (* 1905.)
- 23. travnja – Paulette Goddard, američka glumica (* 1910.)

### Svibanj
- 16. svibnja – Sammy Davis Jr., američki pjevač, plesač, glumac (* 1925.)
- 16. svibnja – Jim Henson, američki scenarist, glumac i producent (* 1936.)
- 18. svibnja – Jill Ireland, američka glumica (* 1936.)

### Lipanj
- 2. lipnja – Rex Harrison, američki glumac (* 1908.)
- 3. lipnja – Robert Noyce, američki izumitelj (* 1927.)
- 5. lipnja – Vasilij Kuznjecov, ruski političar (* 1901.)
- 10. lipnja – Ellwood Godfrey, američki hokejaš na travi (* 1910.)
- 11. lipnja – Vasa Čubrilović, srpski akademik i povjesničar (* 1897.)

### Srpanj
- 17. srpnja – Edward A. Murphy, američki znanstvenik (* 1918.)
- 17. srpnja – Marin Frinčević, hrvatski pjesnik i povjesničar (* 1911.)
- 25. srpnja – Gustav Matković, bački hrvatski slikar (* 1922.)

### Kolovoz
- 1. kolovoza – Ervina Dragman, hrvatska glumica (* 1908.)
- 15. kolovoza – Viktor Coj, ruski pjevač i glumac (* 1962.)
- 18. kolovoza – Grethe Ingmann, danska pjevačica (* 1938.)
- 18. kolovoza – B. F. Skinner,  američki psiholog (* 1904.)
- 27. kolovoza – Stevie Ray Vaughan, američki blues glazbenik (* 1954.)
- 29. kolovoza – Zlatka Radica, hrvatska operna pjevačica (* 1904.)

### Rujan
- 9. rujna – George Sime, britanski hokejaš na travi (* 1915.)
- 9. rujna – Samuel Doe, afrički političar (* 1951.)
- 9. rujna – Nicola Abbagnano, talijanski filozof (* 1901.)
- 15. rujna – Max Schäfer, njemački nogometaš i trener (* 1907.)
- 26. rujna – Alberto Moravia, talijanski književnik (* 1907.)
- 30. rujna – Patrick White, australski književnik (* 1912.)

### Listopad
- 3. listopada – Josip Turčinović, hrvatski katolički svećenik (* 1933.)
- 4. listopada – Matija Skurjeni, hrvatski naivni slikar (* 1898.)
- 14. listopada – Leonard Bernstein, američki skladatelj, pijanist i dirigent (* 1918.)
- 21. listopada – Milan Vulpe, hrvatski slikar (* 1918.)
- 22. listopada – Louis Althusser, francuski filozof (* 1918.)

### Studeni
- 1. studenoga – Zdenko Strižić, hrvatski arhitekt (* 1902.)
- 7. studenoga – Lawrence Durrell, angloirski književnik (* 1912.)
- 9. studenoga – Vladimir Čerkez, hrvatski pjesnik (* 1923.)
- 12. studenoga – Eve Arden, američka glumica (* 1908.)
- 17. studenoga – Robert Hofstadter, američki fizičar (* 1915.)
- 20. studenoga – Momčilo Popadić, hrvatski novinar i pjesnik (* 1947.)
- 23. studenoga – Roald Dahl, britanski književnik (* 1916.)
- 28. studenoga – Amand Alliger, hrvatski glumac, redatelj i pisac (* 1904.)
- 30. studenoga – Norman Cousins, američki novinar, borac za svjetski mir (* 1915.)

### Prosinac
- 2. prosinca – Aaron Copland, američki skladatelj i dirigent (* 1900.)
- 2. prosinca – Robert Cummings, američki glumac (* 1910.)
- 7. prosinca – Joan Bennett, američka glumica (* 1910.)
- 14. prosinca – Friedrich Dürrenmatt, švicarski književnik (* 1921.)
- 18. prosinca – Anne Revere, američka glumica (* 1903.)

### Nepoznat datum smrti
- Alfred Perles, austrijsko-britanski književnik (* 1897.)
- Stjepan Tomislav Poglajen, hrvatski katolički svećenik (* 1906.)
- Šigeo Šingo, japanski znanstvenik (* 1909.)
- Kasim Hadžić, bosanski dužnosnik NDH (* 1917.)
- Mato Dukovac, hrvatski zrakoplovac (* 1918.)
- Carl Hellmuth Hertz, njemačko-švedski izumitelj (* 1920.)

## Nobelova nagrada za 1990. godinu
- Fizika: Jerome I. Friedman, Henry W. Kendall i Richard E. Taylor
- Kemija: Elias James Corey
- Fiziologija i medicina: Joseph E. Murray i E. Donnall Thomas
- Književnost: Octavio Paz
- Mir: Mihail Gorbačov
- Ekonomija: Harry M. Markowitz, Merton H. Miller i William F. Sharpe

## Vanjske poveznice
|  | Zajednički poslužitelj ima još gradiva o temi 1990. |